# Дети греха (фильм)
«Дети греха» — советский художественный телефильм-драма 1989 года, снятый на киностудии Грузия-фильм режиссёром Годердзи Чохели по своему собственному сценарию. Фильм, повествующий о враждующих сёлах хевсуров и кистинов в Грузии, завоевал ряд наград на кинофестивалях.

## Сюжет
Грузия прошлых веков. В высокогорном кистинском селе умирает женщина, её муж Корзо остаётся один с несколькими детьми. Утром он идёт в лес нарубить дров, и прямо во время намаза его захватывают в плен хевсуры из соседнего села. Мгелика, по инициативе которого взят пленный, приковывает его на цепь у себя во дворе и говорит, что будет просить за него выкуп у кистинов: двадцать овец, корову и коня с серебряным седлом. Пленный почти ничего не говорит, хотя понимает грузинскую речь. Если до снега выкуп не привезут, Мгелика обещает убить пленника: после того, как выпадет снег, кистинцы до весны не смогут добраться до села.
Сосед Мгелики, пожилой хевсур, ругает его, говоря, что не в традициях их народа брать пленных за выкуп и тем более убивать их. Приходит священник, который также уговаривает Мгелику отпустить пленного. Однако Мгелика неумолим: он говорит, что дал слово и сдержит его, а пленного он взял в отместку за нападения со стороны кистинов. Проходит несколько дней. Жена и сын Мгелики сочувствуют пленнику, но боятся Мгелики. Сам Мгелика не находит себе места, понимая, что совершил плохой поступок. Наконец, он не выдерживает и бросает ключ от цепи рядом с кистином. Однако тот не берёт его. Приходит пожилой хевсур, который предлагает пленному выпить с ним вина. Он замечает на земле ключ и спрашивает, почему же кистинец не хочет уйти, но тот показывает, что не верит Мгелике и уверен, что тот убьёт его, как только он освободится от цепей. Услышав, что пленный не поверил ему, Мгелика в бешенстве выбегает из дома и убивает его из ружья.
Горный перевал завален снегом, но Мгелика везёт сани с телом кистинца на хевсурское христианское кладбище, чтобы похоронить. Односельчане идут за ним, увещевая его, что так делать не стоит. Внезапно впереди со стороны кистинского села появляются четверо детей, ведущих корову. Они подходят к группе хевсуров и называют имя пленного кистинца: это выкуп за него. Мгелика в ужасе бежит от них по снегу, затем останавливается и закалывает себя кинжалом. Пожилой хевсур уводит кистинских детей.

## В ролях
- Шалва Кирикашвили — Корзо
- Зураб Кипшидзе — Мгелика
- Марина Джанашия — жена Мгелики
- Паата Тарсиашвили — сын Мгелики
- Лео Пилпани — хевсур
- Амиран Такидзе — священник
- Карло Саканделидзе — старый хевсур
- Гаги Алудаури — хевсур

## Награды
- 1991 — Международный фестиваль телевизионных фильмов в Монте-Карло — Приз за режиссуру[1][2][3]
- 1991 — Международный фестиваль телевизионных фильмов в Монте-Карло — Приз католической организации UNDA «За гуманизм в искусстве»[1][2][3]
- 1992 — Государственная премия Грузинской ССР имени Шота Руставели[2]
- 1992 — Кинофестиваль «Золотой орёл» в Тбилиси — Приз за лучший сценарий[3][2]
- 1995 — Кинофестиваль «Образъ веры» в Москве — Первый приз[2]